# Noegus spiralifer
Noegus spiralifer là một loài nhện trong họ Salticidae.
Loài này thuộc chi Noegus. Noegus spiralifer được Frederick Octavius Pickard-Cambridge miêu tả năm 1901.